# Keep Your Head Up
『Keep Your Head Up』(キープ・ユア・ヘッド・アップ)は、SEIKINの2枚目のシングル。2016年7月30日にリリースされた。

## 概要
前作『Just Do It Now』以来、約8か月ぶりのシングル。この楽曲の作詞はSEIKINである。リリース日の2016年7月30日はSEIKIN、29歳の誕生日である。

## ミュージックビデオ
ミュージックビデオはコンピュータゲームの世界をテーマにしたストーリーで、HIKAKIN(ラスボス役)が出演している。HIKAKIN & SEIKIN『YouTubeテーマソング』、SEIKIN『Just Do It Now』はスタジオで撮影したが、この楽曲は外でロケーション撮影をした。

## 収録内容
1. Keep Your Head Up
2. Keep Your Head Up (House Mix)
3. Keep Your Head Up (インスト)
4. Keep Your Head Up (カラオケ)